# Burj Khalifa
Burj Khalifa (arabă برج خليفة, română Turnul Khalifa), denumit anterior Burj Dubai (arabă برج دبي), este un zgârie-nori din Dubai, cea mai înaltă clădire (structură arhitectonică) construită vreodată de om, măsurând 829 m înălțime. Construcția a început la 21 septembrie 2004, exteriorul fiind finalizat la 1 octombrie 2009; clădirea a fost inaugurată oficial la data de 4 ianuarie 2010. Costurile totale ale proiectului au fost de 1,4 miliarde de dolari.
La data de 9 februarie 2010, platforma de observație de la etajul 124 a fost închisă publicului din cauza unei defecțiuni electrice.

## Recorduri stabilite
- Cea mai înaltă construcție cu o turlă în vârf: 828 m[11][12][13][14] (record deținut anterior de Taipei 101 — 509 m)
- Cea mai înaltă construcție existentă: 828 m[11][12][13][14] (record deținut anterior de KVLY-TV — 628,8 m)
- Cea mai înaltă construcție de sine stătătoare: 828 m[11][12][13][14] (record deținut anterior de CN Tower — 553,3 m)
- Construcția cu cele mai multe etaje: 163[15][11][16] (record deținut anterior de Willis Tower — 108)
- Lifturile cu cea mai mare viteză din lume (64 km/h sau 18 m/s)
- Moscheea situată la cea mai mare înălțime (etajul 158)[14][16][17]

Pentru a spăla cele 24.348 de ferestre, o piesă orizontală a fost instalată în exterior la nivelurile 40, 73 și 109. Fiecare piesă cântărește o tonă. Mașina se mișcă pe orizontală și pe verticală, cu ajutorul unor cabluri masive. În condiții normale, fără această mașină, ar dura 3 sau 4 luni ca 36 de muncitori să curețe întreaga fațadă exterioară.

## Rezultate financiare
În octombrie 2010, din cele 900 de apartamente de lux ale clădirii, 825 erau încă neocupate. Chiriile pentru un studio (cu geamuri imense, marmură și lemn de esență scumpă) au scăzut la 1.800 – 1.900 de dolari pe lună, de la 3.000 inițial, în timp ce un apartament cu două dormitoare a scăzut la 4.300 de dolari pe lună, de la peste 7.000 cât se cerea la început.

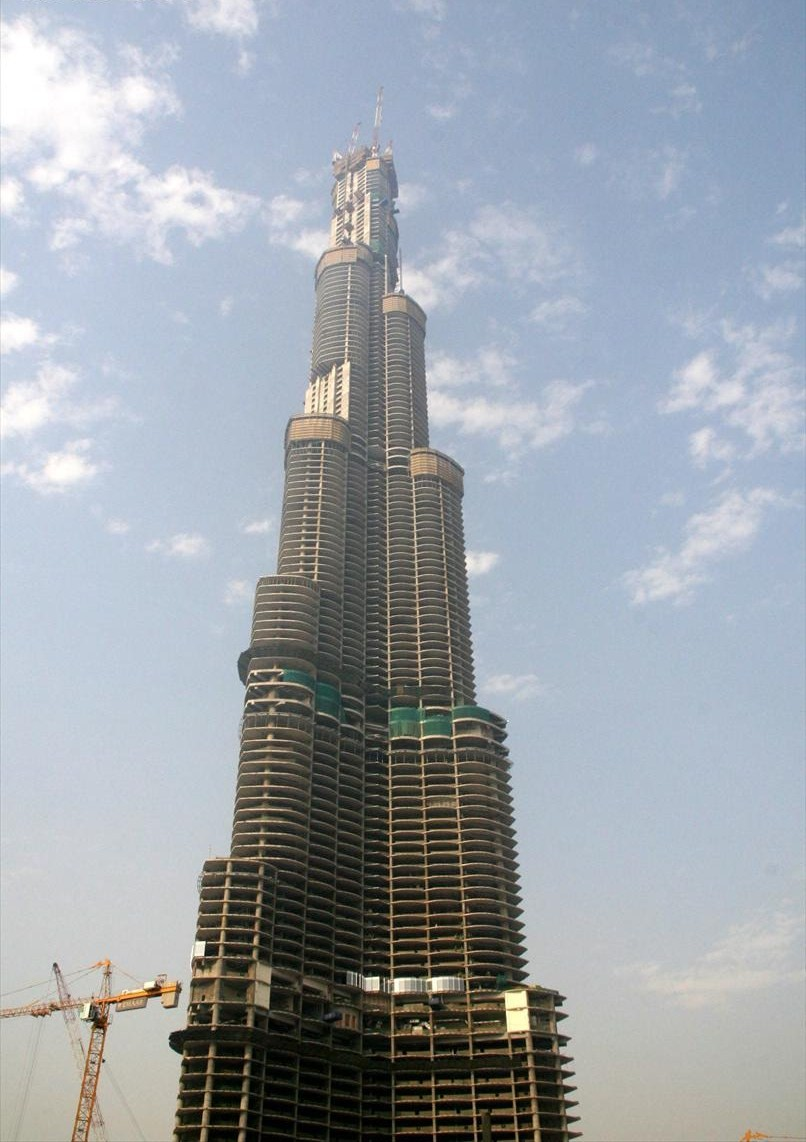
Faza de construcție (16 iunie 2007)